# Asaccus saffinae
Asaccus saffinae — вид геконоподібних ящірок родини Phyllodactylidae. Ендемік Іраку.

## Поширення і екологія
Asaccus saffinae відомі з типової місцевості в печері Шера-Свар в горі Саффін поблзу Ербіля у Іракському Курдистані.